# Bernhard Germeshausen
Bernhard Germeshausen   (Heilbad Heiligenstadt, 21 d'agost de 1951 - 15 d'abril de 2022) fou un atleta i corredor de bobsleigh alemany, ja retirat, que destacà entre la dècada del 1970 i 1980. Inicià la seva carrera esportiva com a decatleta, aconseguint la victòria en el Campionat Nacional l'any 1974. Competint en dos Jocs Olímpics d'hivern, va guanyar quatre medalles amb tres d'or (Dos: 1976, Quatre: 1976, 1980) i una de plata (Dos: 1980).
El 1976 participà en els Jocs Olímpics d'hivern disputats a Innsbruck (Àustria), on aconseguí dues medalles d'or en les proves de Bobs a 2 i Bobs a 4. En els Jocs Olímpics d'Hivern de 1980 realitzats a Lake Placid (Estats Units) tornà a participar en les dues proves, aconseguint novament la victòria en la prova de Bobs a 4 i la medalla de plata en la prova de Bobs a 2.
Al llarg de la seva carrera aconseguí cinc medalles en el Campionat del Món de Bobsleigh, destacant les victòries l'any 1977 en la prova de Bobs a 4 i les de 1981 en Bobs a 2 i Bobs a 4.